# Prusy Górne

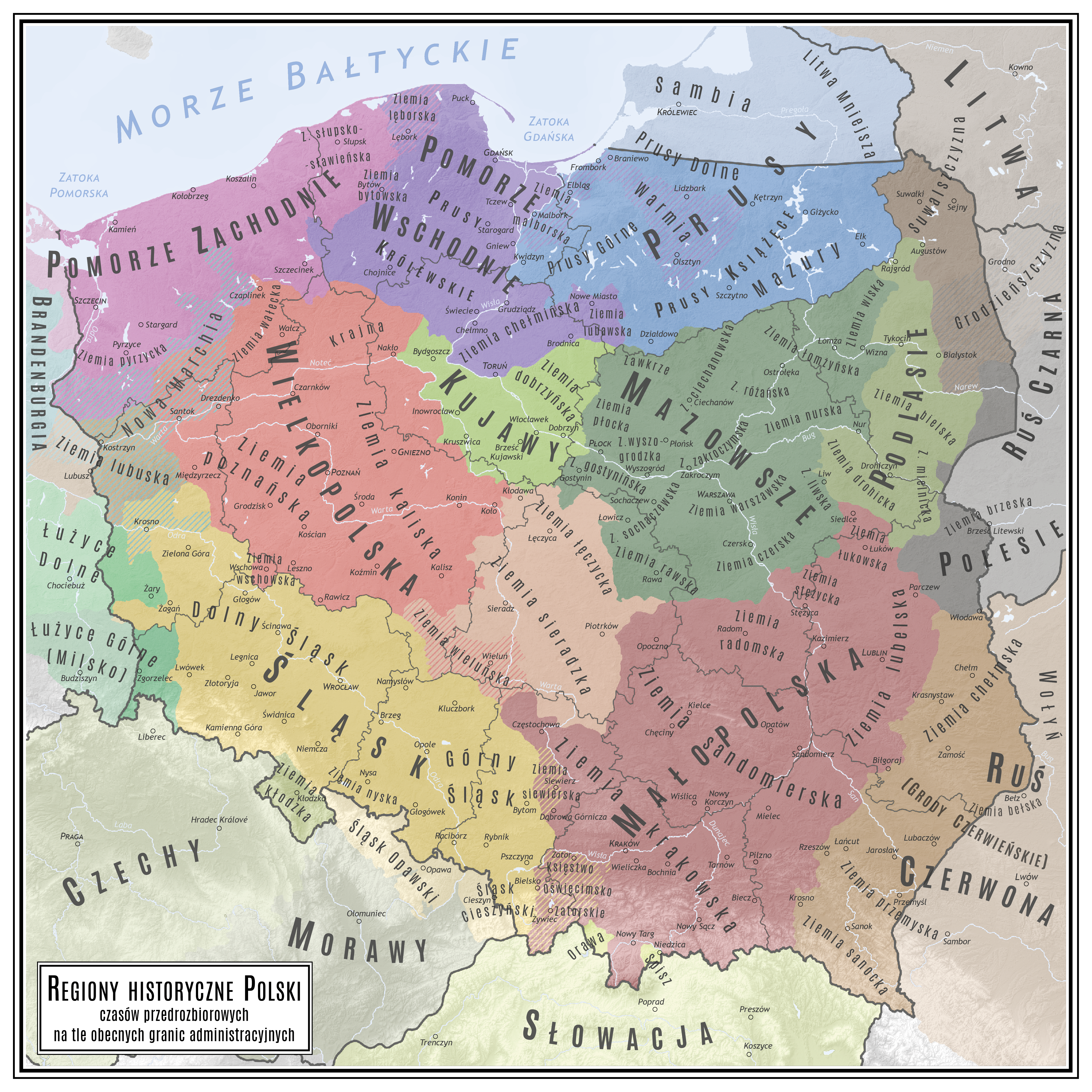
Prusy Górne i inne krainy historyczne Polski na tle współczesnych granic administracyjnych.

Prusy Górne (niem. Oberland, łac. Hockerlandia) – kraina historyczna w północno-wschodniej Polsce, położona między dolną Wisłą na zachodzie a rzeką Pasłęką na wschodzie i rzeką Osą na południu, będąca częścią regionu historycznego Prusy. 
W skład Prus Górnych wchodzą dwa regiony etnograficzne: Powiśle na południowym zachodzie oraz zachodnia część Mazur na południowym wschodzie.
Współcześnie region znajduje się w większości w obrębie województwa warmińsko-mazurskiego, a częściowo także w województwie pomorskim.

## Nazwa

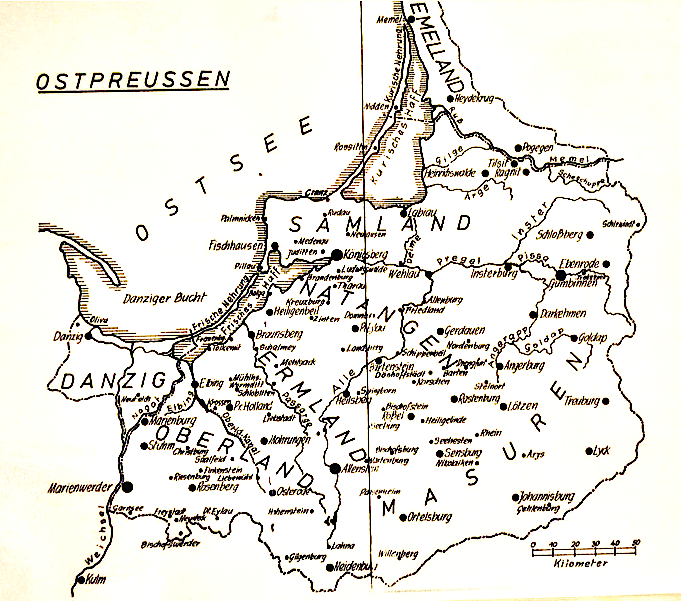
Prusy Górne jako Oberland na mapie Prus Wschodnich sprzed 1945 roku.

Nazwa Prus Górnych odnosi się do „górnego” położenia regionu względem biegu Wisły oraz rzek wpadających do Zalewu Wiślanego, w odróżnieniu do położonych „niżej” Prus Dolnych. Na podobnej zasadzie powstały nazwy: Górny Śląsk, Górna Saksonia, Górne Łużyce, Litwa Górna, Górna Austria, Górna Frankonia, Górna Bawaria, Górny Palatynat, Górny Ren, Górna Marna itp. 

Nazwa niemiecka Oberland oznacza „Górny Kraj” lub „Kraj Wyższy”. Określenia tego używano już w czasach Państwa Zakonnego dla części Prus położonych między dolną Wisłą a Pasłęką. Jak podają historycy Radosław Biskup i Krzysztof Kwiatkowski w „Słowniku historyczno-geograficznym Prus w średniowieczu” (2021):
Tzw. Prusy właściwe najpóźniej od XIV w. zaczęto dzielić na trzy zasadnicze części, przy czym podstawą tego była do pewnego stopnia sytuacja polityczna: Warmię (niem. Ermland), Oberland (Kraj Wyższy, w znaczeniu „wyżej położony”, któremu odpowiada polski toponim Prusy Górne) oraz Niederland (Kraj Niższy, „niżej położony”, Prusy Dolne).
 

Historyk Marian Biskup natomiast napisał na temat Prus Górnych, że:
Ukształtowanie terenowe Prus powodowało, że już w XV wieku dzielono je na tak zwane Prusy Górne (Oberland), sięgające od linii dolnej Wisły do Pasłęki, i Prusy Dolne (Niederland) obejmujące nizinne obszary na Wschód od Pregoły (...). Granice z roku 1466 spowodowały, że Prusy Górne zostały odcięte klinem biskupiej Warmii od Prus Dolnych. 

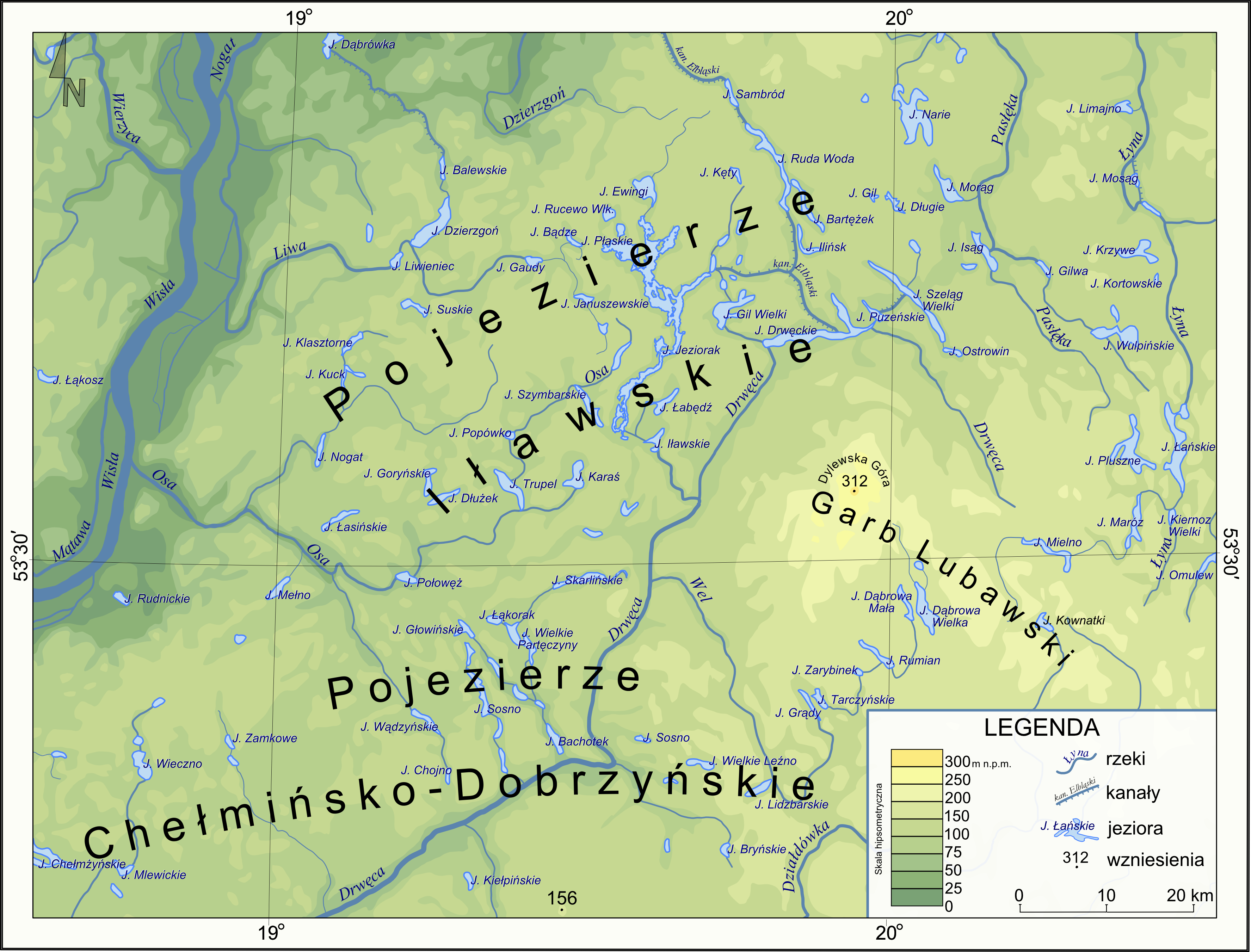
Pagórkowate Pojezierze Iławskie pokrywa się w większości z terytorium Prus Górnych.

Nazwa nawiązuje również do pagórkowatego ukształtowania terenu Prus Górnych – które pod względem geograficznym prawie w całości pokrywa się z Pojezierzem Iławskim – w kontraście do nizinnych Prus Dolnych (Niederland) oraz sąsiednich Żuław (die Niederungen). Do tego ukształtowania nawiązywała także łacińska, ale pochodząca z niemieckiego nazwa Hockerlandia (dosł. "garbata kraina") używana zamiennie obok Oberland. W XIX wieku czasem używano też jej niemieckiego odpowiednika die Höhe (pol. Pogórze, Wysoczyzna).
Nazwa Hockerlandia (Hockerland, Hoggerland) używana była początkowo tylko w odniesieniu do "garbatych" okolic Morąga i Pasłęka. W średniowieczu zastąpiła ona pruską plemienną nazwę Pogezanii. Trafiła na mapy i do literatury i z czasem rozciągnięto ją na całe Prusy Górne. W XVI wieku kronikarz Szymon Grunau wymyślił postać pruskiego naczelnika Hoggo, jednego z synów legendarnego Wajdewuta i protoplastę Pogezanów, od którego wywodził nazwę krainy. Jednak już historyk Adolf Bötticher, od 1891 roku konserwator zabytków prowincji Prusy Wschodnie, wykazał, że nazwa Hockerland pochodzi od staroniemieckiego słowa hocker, höcker (pagórek, garb, wyniesienie w terenie), a nie od mitycznego Hoggo.
W starszej polskiej literaturze region określano również jako Kraj Górny lub Pogórze (tłumaczenia z niemieckiego). Przed 1945 rokiem zwykle pozostawiano niemiecką nazwę Oberland (i przymiotnik oberlandzki) lub czasem uściślając Oberland Wschodniopruski, aby odróżnić od innych krain o tej nazwie.  
Prawidłowość obecnej polskiej nazwy Prusy Górne (i za tym przymiotnika górnopruski) opiera się na używaniu jej przez regionalistów warmińsko-mazurskich oraz instytucje samorządowe i muzealne a także na autorytecie najważniejszych polskich historyków (Gerard Labuda, Marian Biskup).

## Terytorium

### Historyczne

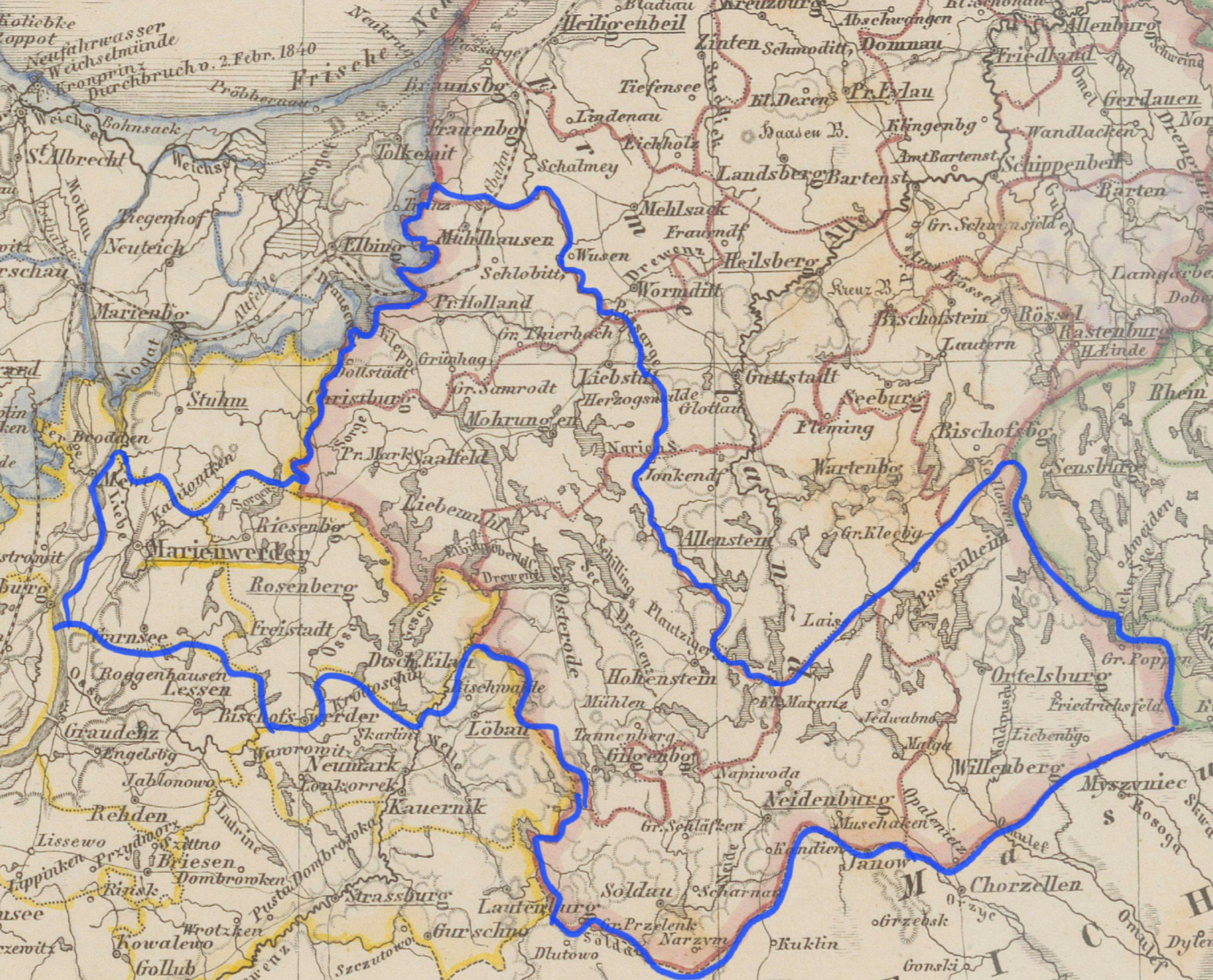
Granice historyczne Prus Górnych (mapa powiatów Max Töppen, 1858)

Początkowo od XIII wieku Prusy Górne obejmowały cały obszar pomiędzy Pomorzem, Warmią a ziemią chełmińską, czyli region ograniczony rzekami: Osą na południu, dolną Wisłą i Nogatem na zachodzie, Pasłęką na północnym wschodzie oraz Nidą i Omulewem na południowym wschodzie. Były to komturie elbląska, dzierzgońska, ostródzka i część malborskiej (na wschód od Wisły) oraz dominium biskupów pomezańskich.

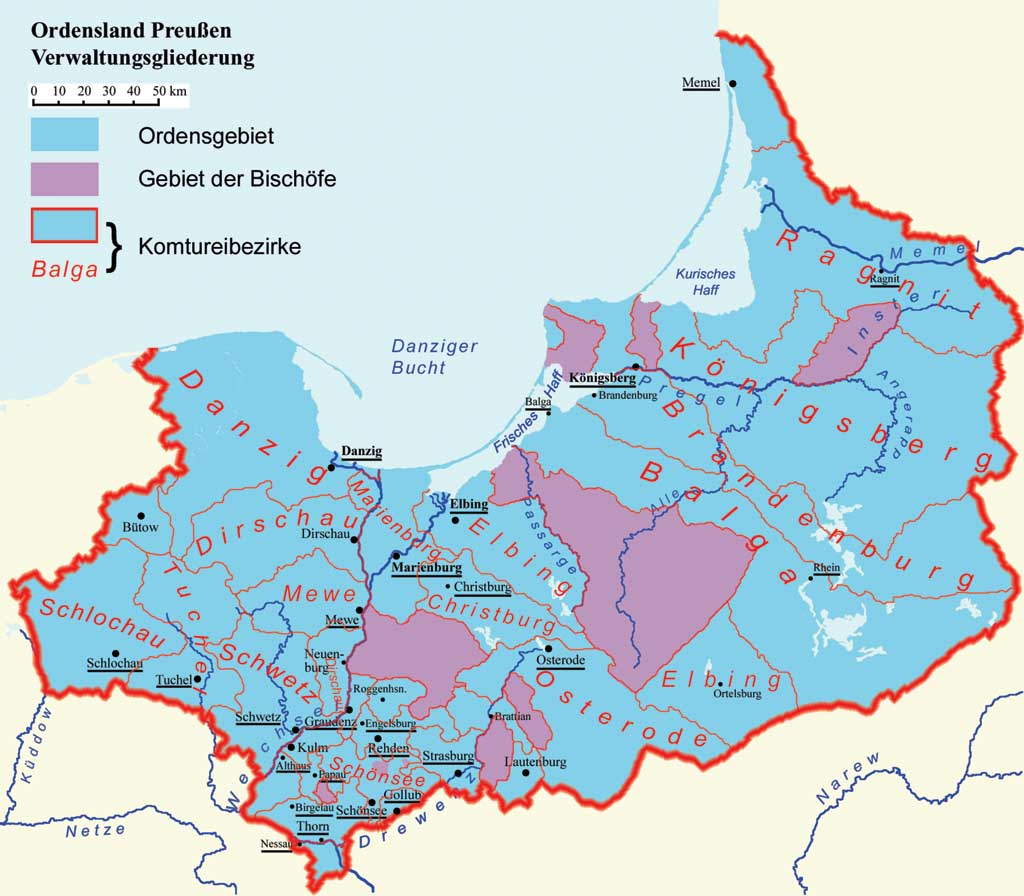
Państwo zakonu krzyżackiego z podziałem na komturie i posiadłości biskupie (kolor różowy).

Ostatecznie granice regionu ukształtowały się w wyniku II pokoju toruńskiego w 1466, gdy do Polski została przyłączona ziemia malborska. Odtąd Prusy Górne stanowiły zachodnią część Prus Zakonnych, a po sekularyzacji Zakonu w 1525 roku Prus Książęcych. Księstwo pruskie zostało wówczas podzielone na trzy okręgi administracyjne: królewiecki, natangijski i górnopruski. 
Okręg górnopruski (łac. circulus Hockerlandiae, niem. der Oberländische Kreis) objął dawne komturie górnopruskie bez ziemi malborskiej oraz zsekularyzowane byłe dominium biskupów pomezańskich. W skład okręgu wchodziło 12 starostw zwykłych (niem. Hauptamt, l. mn. Hauptämter) z siedzibami w Pasłęku, Miłakowie, Morągu, Przezmarku, Kwidzynie, Prabutach, Miłomłynie, Ostródzie, Olsztynku, Działdowie, Nidzicy i Szczytnie oraz trzy starostwa dziedziczne (niem. Erbamt, l. mn. Erbämter) w Suszu, Iławie i Dąbrównie. Starostwa dzieliły się na parafie (niem. Kirchspiel). Stolicą okręgu było Zalewo.  

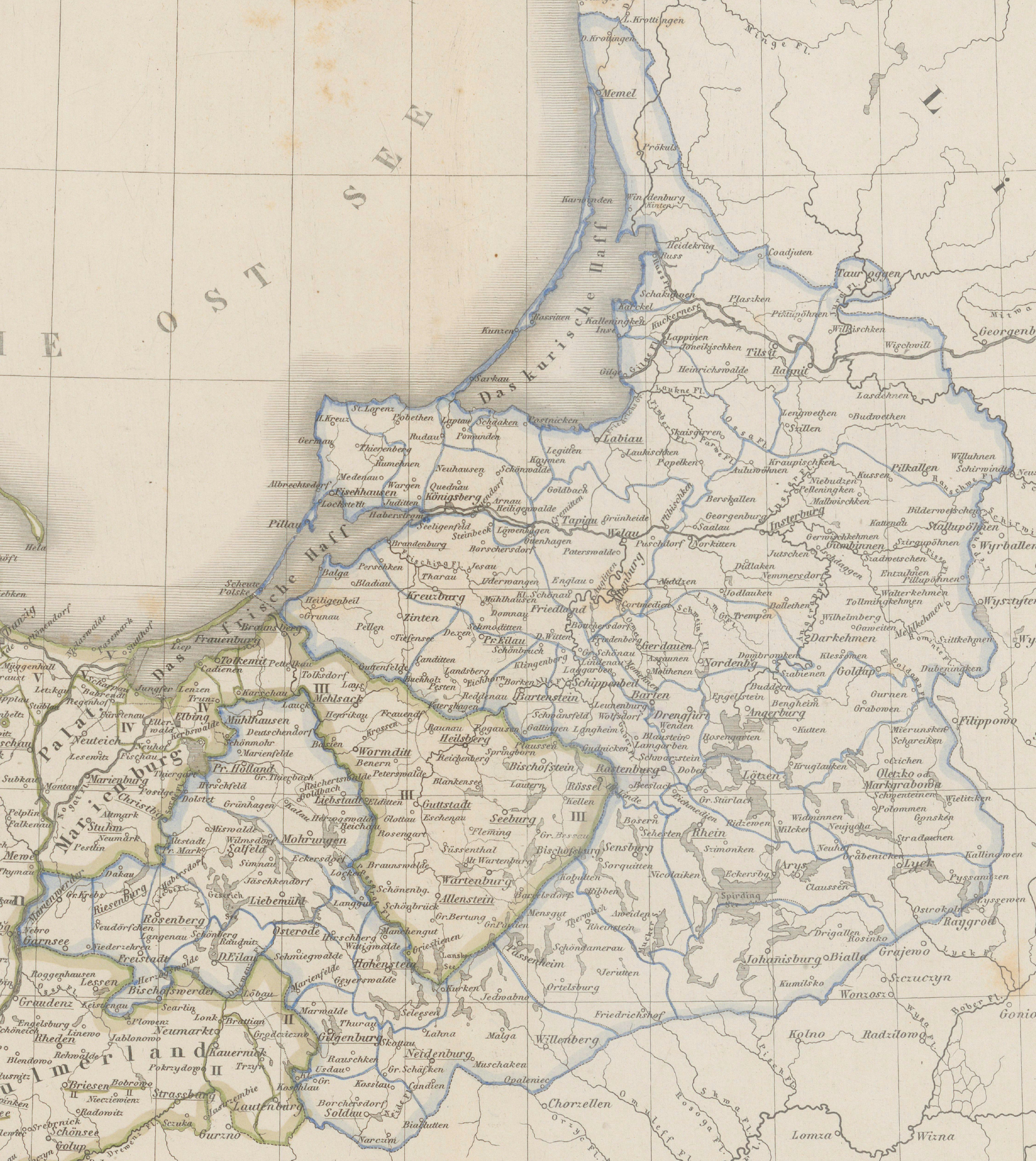
Prusy Książęce i Warmia w granicach z lat 1525–1772 (mapa Max Töppen)

Większość terytorium okręgu górnopruskiego otoczona była przez ziemie polskie. Graniczył on przede wszystkim z Prusami Królewskimi (na wschodzie z księstwem warmińskim, na północnym zachodzie z ziemią malborską, na zachodzie z Pomorzem Gdańskim, na południowym zachodzie z ziemią chełmińską) i na południu z Mazowszem. Jedynie na południowym wschodzie łączył się z dolnopruskim okręgiem natangijskim. Granice Prus Górnych nie pokrywały się z wcześniejszymi granicami plemion pruskich ani granicami komturstw krzyżackich.

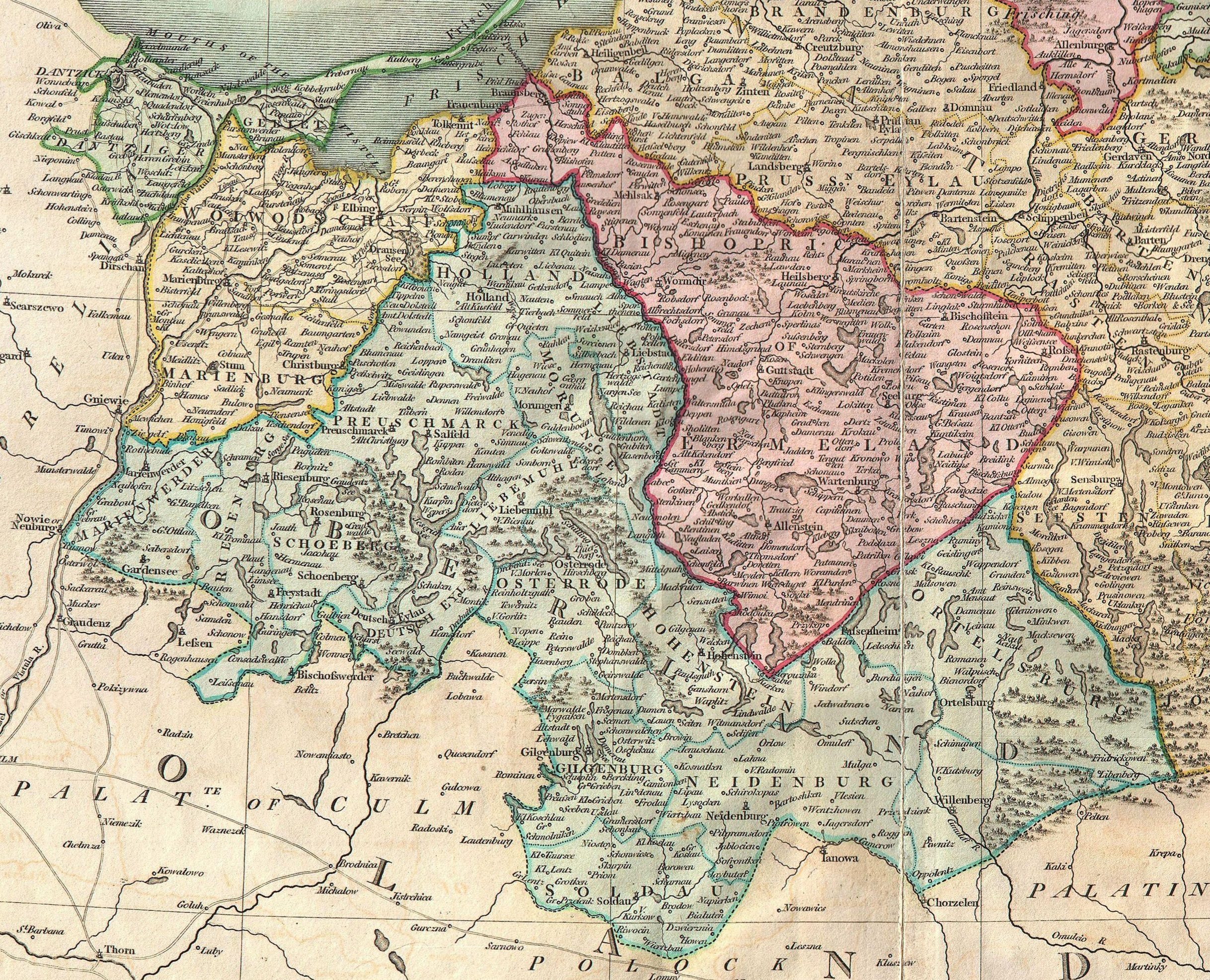
Prusy Górne, Warmia i ziemia malborska na Nowej Mapie Królestwa Prus Johna Cary’ego z 1799. Okręg górnopruski (Oberland) zaznaczony kolorem zielono-niebieskim.

W wyniku reformy Fryderyka II w 1752 roku okręg górnopruski został zlikwidowany i podzielony na trzy powiaty: Morąg (Kreis Mohrungen, ze starostwami Pasłęk, Miłakowo, Morąg, Ostróda, Olsztynek i dziedzicznym starostwem Iława), Kwidzyn (Kreis Marienwerder, ze starostwami Prabuty, Kwidzyn, Przezmark i dziedzicznym starostwem Szymbark) oraz Nidzica (Kreis Neidenburg, ze starostwami Szczytno, Nidzica, Działdowo i dziedzicznym starostwem Dąbrówno).
W 1773 roku Prusy Górne zostały rozdzielone między nowo utworzone prowincje Prusy Wschodnie (powiaty morąski i nidzicki) i Prusy Zachodnie (powiat kwidzyński). Z kolei w ramach reformy administracyjnej w 1818 roku powstały nowe, mniejsze powiaty (Landkreis): kwidzyński, suski (w rejencji kwidzyńskiej w Prusach Zachodnich), morąski, pasłęcki, ostródzki, nidzicki i szczycieński (w rejencji królewieckiej w Prusach Wschodnich). Przetrwały one w zasadniczych konturach do reformy w 1975 roku.

### Etnograficzne

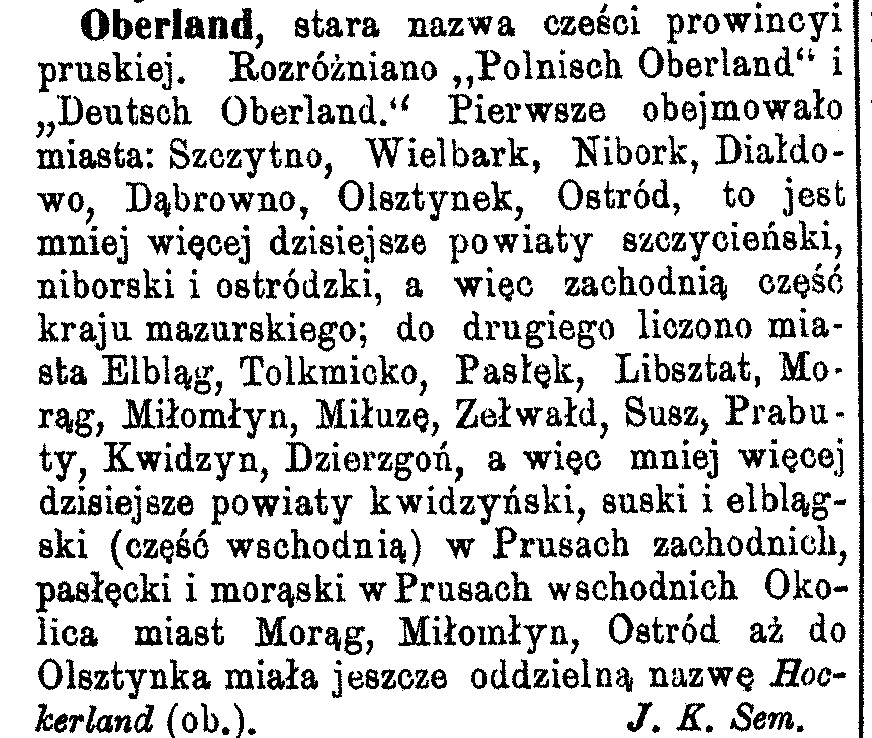
Hasło "Oberland" w Słowniku geograficznym Królestwa Polskiego i innych krajów słowiańskich, tom VII, str. 322 (Warszawa, 1886).

W XIX i na początku XX wieku Prusy Górne dzielono pod względem etnograficznym na dwa obszary:
- Niemieckie Prusy Górne (niem. Deutsch Oberland) – gdzie przeważała ludność niemiecka. Były to dawne powiaty pasłęcki, morąski, suski (iławski), i kwidzyński. Południowo-zachodnia część tego obszaru (pow. kwidzyński, suski i zachodnia część morąskiego) zaliczana była wraz z ziemią malborską (pow. sztumski i elbląski bez Żuław) do etnograficznego Powiśla, gdzie w różnym stopniu mieszkała również mniejszość polska.
- Polskie Prusy Górne (niem. Polnisch Oberland) – zamieszkiwane były w większości przez ludność polską, czyli Mazurów pruskich. Były to dawne powiaty ostródzki, nidzicki i szczycieński, czyli zachodnia część Mazur.

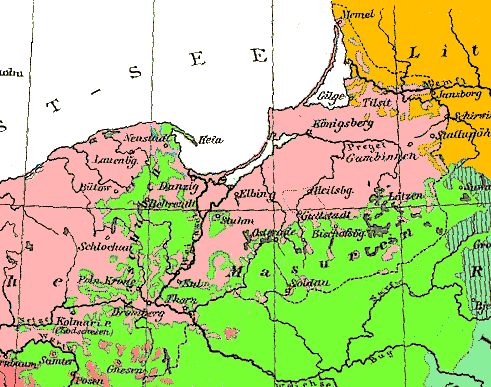
Podział językowy Prus Wschodnich na mapie z 1880 roku. Kolor zielony – obszary z przewagą języka polskiego, czerwony – z przewagą niemieckiego.

Płynną granicę między tymi obszarami wyznacza dawny zasięg języka polskiego w Prusach, który mniej więcej pokrywa się z linią Lasów Taborskich i Puszczy Pruskiej.
Mazurzy używali gwary mazurskiej i ostródzkiej, zaliczanych przez językoznawców do dialektu mazowieckiego. Z kolei mniejszość polska Powiśla posługiwała się gwarami malborską, kociewską i gwarami chełmińsko-dobrzyńskimi. Wraz z upływem lat wpływ języka polskiego był coraz mniejszy, zwłaszcza w miastach.

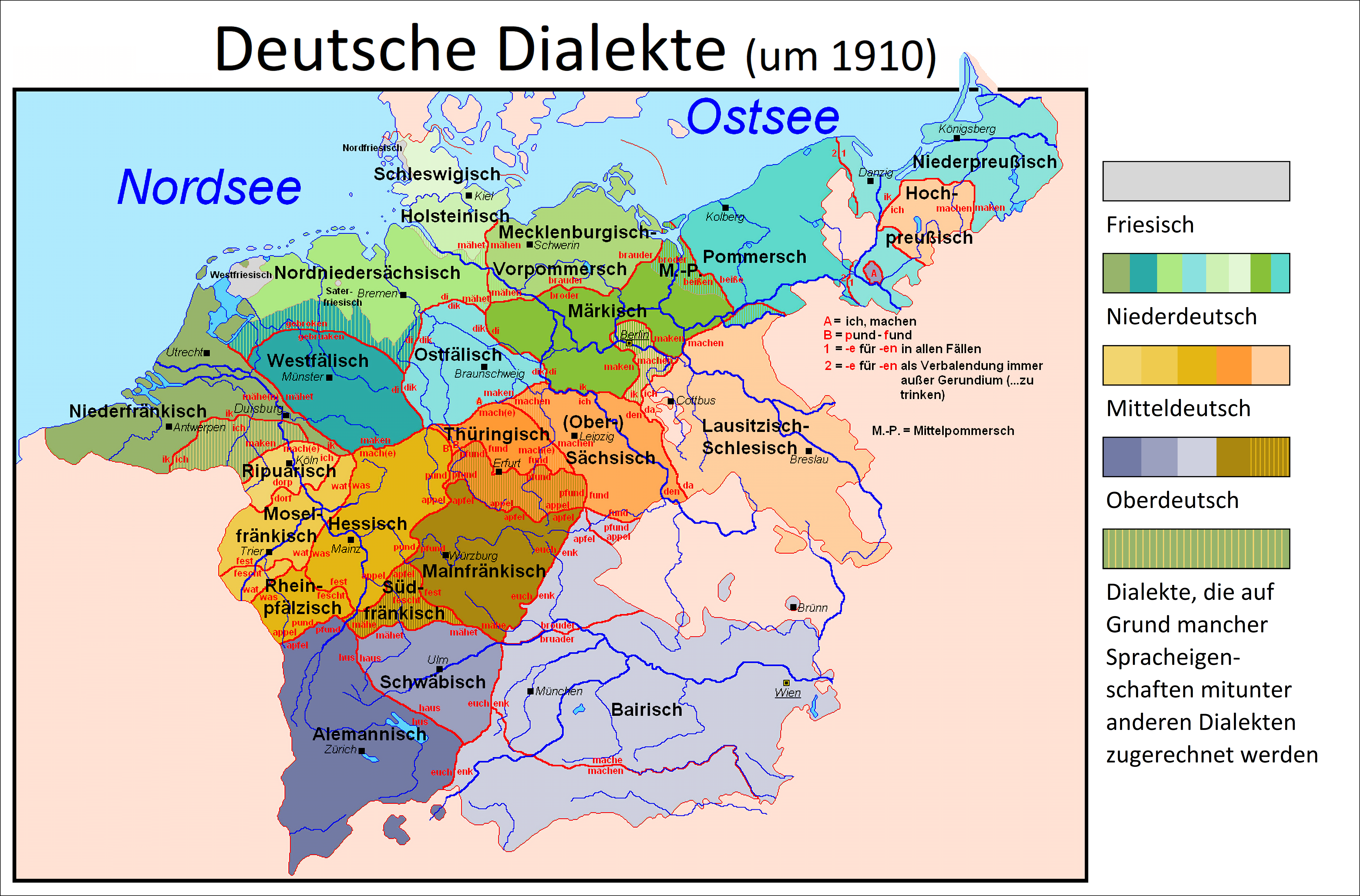
Dialekty języka niemieckiego w 1910 roku. Widoczny zasięg dialektu wysokopruskiego (Hochpreußisch).

Niemiecka ludność w Prusach Górnych i w środkowej Warmii używała dialektu wysokopruskiego (niem. Hochpreußisch), zaliczanego do języka wysokoniemieckiego. Obecność tego dialektu wskazywała na pochodzenie lokalnej ludności od osadników ze Śląska, Łużyc, Saksonii Górnej i Turyngii, którzy byli sprowadzani tu od pierwszych dekad XIV wieku. Był on spokrewniony ze śląską odmianą języka niemieckiego. W Prusach Górnych i większości ziemi malborskiej mieszkańcy używali jednej z dwóch gwar dialektu wysokopruskiego,  czyli gwary górnopruskiej (niem. Oberländisch). Dialekt wysokopruski wyróżniał się na tle pozostałych niemieckojęzycznych rejonów Prus, gdzie dominował dialekt dolnopruski (niem. Niederpreußisch). Linia benracka rozgraniczająca oba dialekty pokrywała się w przybliżeniu z granicą pomiędzy Prusami Górnymi a ziemiami malborską i chełmińską.

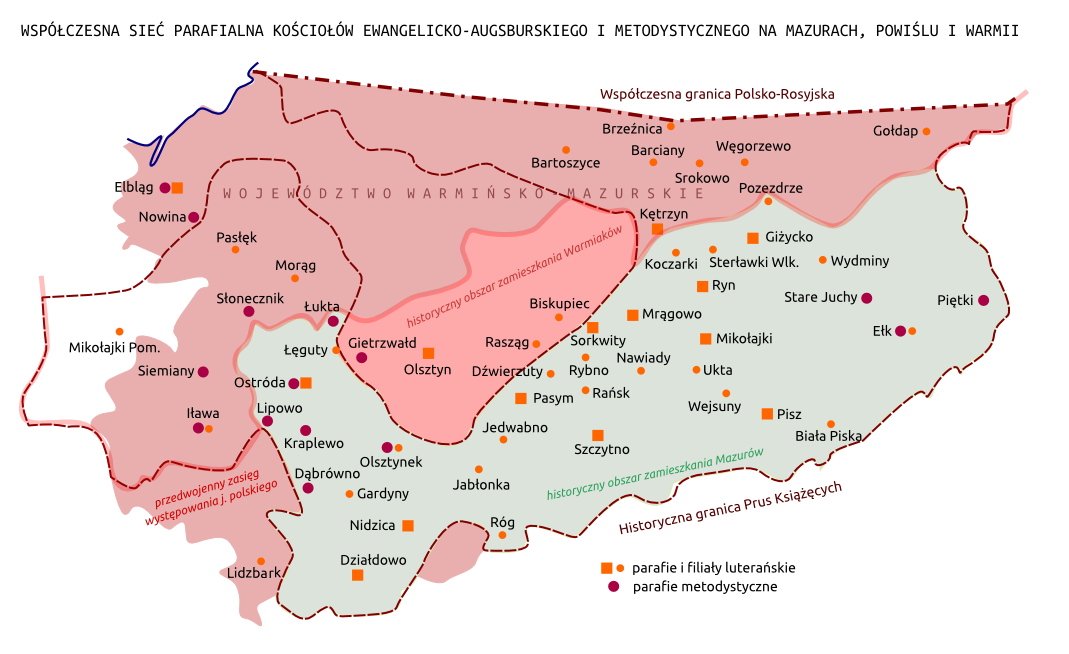
Współczesna sieć parafii ewangelickich na tle historycznych granic Prus Książęcych oraz historycznego zasięgu języka polskiego i zasiedlenia Mazurów.

Ludność Prus Górnych przed rokiem 1945, zarówno niemiecka, jak i mazurska, należała przede wszystkim do wyznania ewangelickiego (luterańskiego), co wynikało z dziedzictwa Prus Książęcych. Mniejszość polska na Powiślu, podobnie jak w sąsiedniej Warmii, wyznawała katolicyzm, co było dziedzictwem Prus Królewskich. W regionie zamieszkiwały ponadto niewielkie grupy pochodzących z Holandii mennonitów, a także żydzi.
Mimo różnicy językowej, do XIX wieku mieszkańcy obu części Prus Górnych („Oberlandczycy”) zachowywali zwykle wspólną tożsamość, opartą na jednej religii, kulturze i przynależności państwowej (aż do 1871 roku nie było państwa niemieckiego). Urodzony w Szymbarku niemiecki pisarz Ottfried Graf von Finckenstein nazwał Prusy Górne „jasnowłosą siostrą Mazur” („die blonde Schwester Masurens“). Tak pojmowana lokalnie tożsamość miała m.in. wpływ na wyniki plebiscytu z 1920 roku wśród Mazurów.

### Jako kraina historyczna

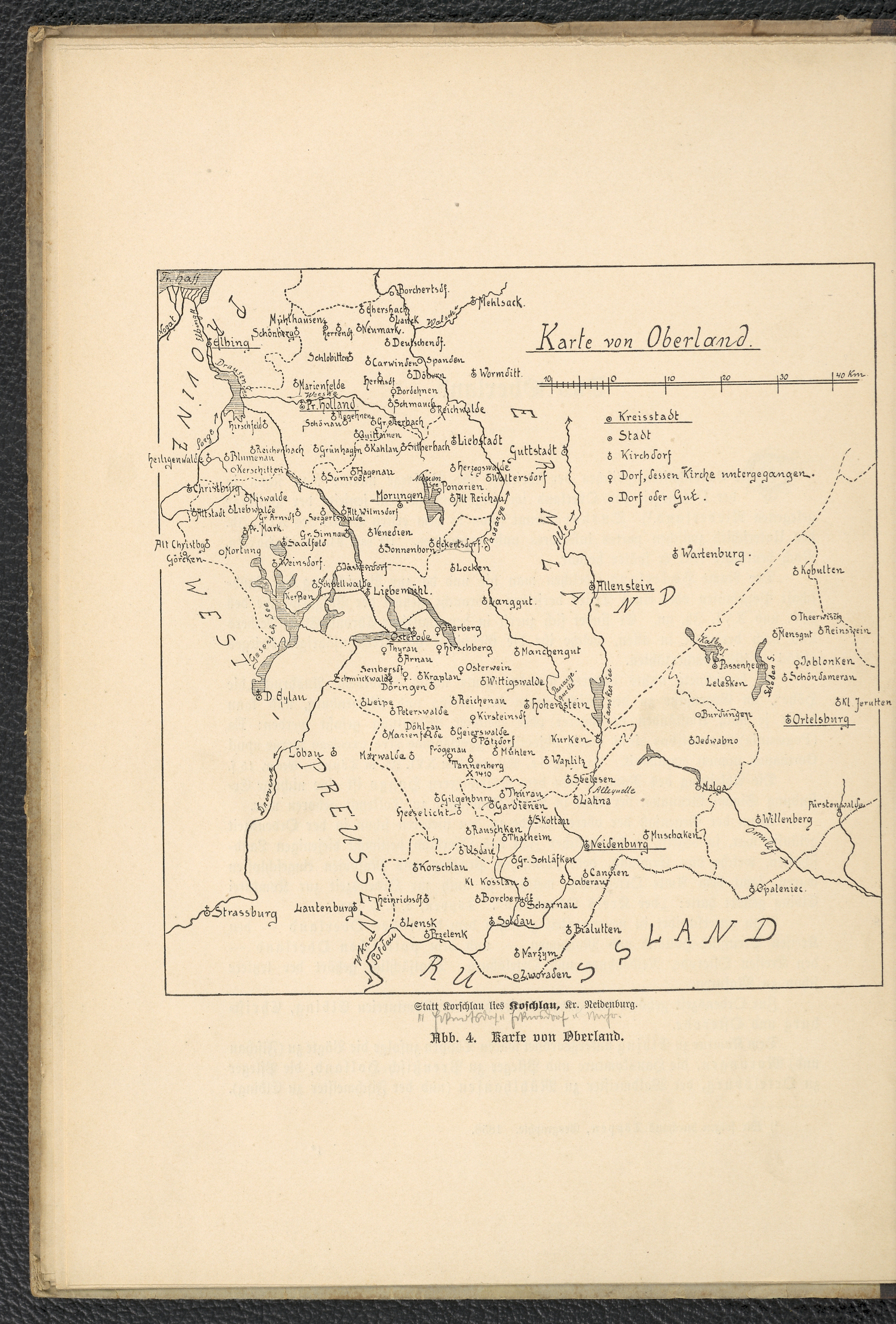
Mapa Prus Górnych z monografii Adolfa Böttichera, 1893

W czasach niemieckich pojęcie Oberland czasem zawężano tylko do powiatów leżących w prowincji Prusy Wschodnie. Tak omówił je Adolf Bötticher w swojej monografii zabytków Prus Górnych z 1893 roku. Określił on obszar Prus Górnych na 7016,52 km² zaliczając do niego powiaty pasłęcki, morąski, ostródzki, nidzicki i szczycieński. Trzy ostatnie zaliczył również do Mazur. 
W początkach XX wieku, gdy utrwaliło się pojęcie Mazur, zaczęto je odróżniać od ścisłych Prus Górnych, czyli powiatów pasłęckiego, morąskiego i ostródzkiego. Był to obszar dawnego Kreis Mohrungen w granicach z 1752 roku i teren określany do XVIII wieku jako Hockerlandia. Rozróżnienie to nie było jednak przyjęte powszechnie.
W 1929 roku Stanisław Srokowski pisał na ten temat: 

Niektórzy niemieccy geografowie za Oberland uważają tylko powiaty Pruski Holland, czyli Pasłęk (859 km²), Morąg (1264 km²) i Ostródę (1553 km²), gdy inni, rozróżniwszy obok Oberlandu niemieckiego także polski i określiwszy dla tego ostatniego południową część powiatu ostródzkiego, przydają mu również powiat niborski i szczycieński, choć ten ostatni powszechnie zaliczany bywa do Mazurszczyzny.

Muzeum Warmii i Mazur nadając oddziałowi w Morągu nazwę Muzeum Prus Górnych poszło za tą tradycją i odniosło nazwę Prusy Górne do „obszaru położonego pomiędzy Warmią, Dolnym Powiślem a definiowanymi etnograficznie Mazurami”.

### Kontrowersje dotyczące zasięgu i określenia Prus Górnych
W przeszłości usiłowano w różnych okresach rozciągnąć na całe Prusy Górne znaczenie nazw każdego z regionów etnograficznych leżących w ich granicach:

#### Hockerlandia, Pogezania

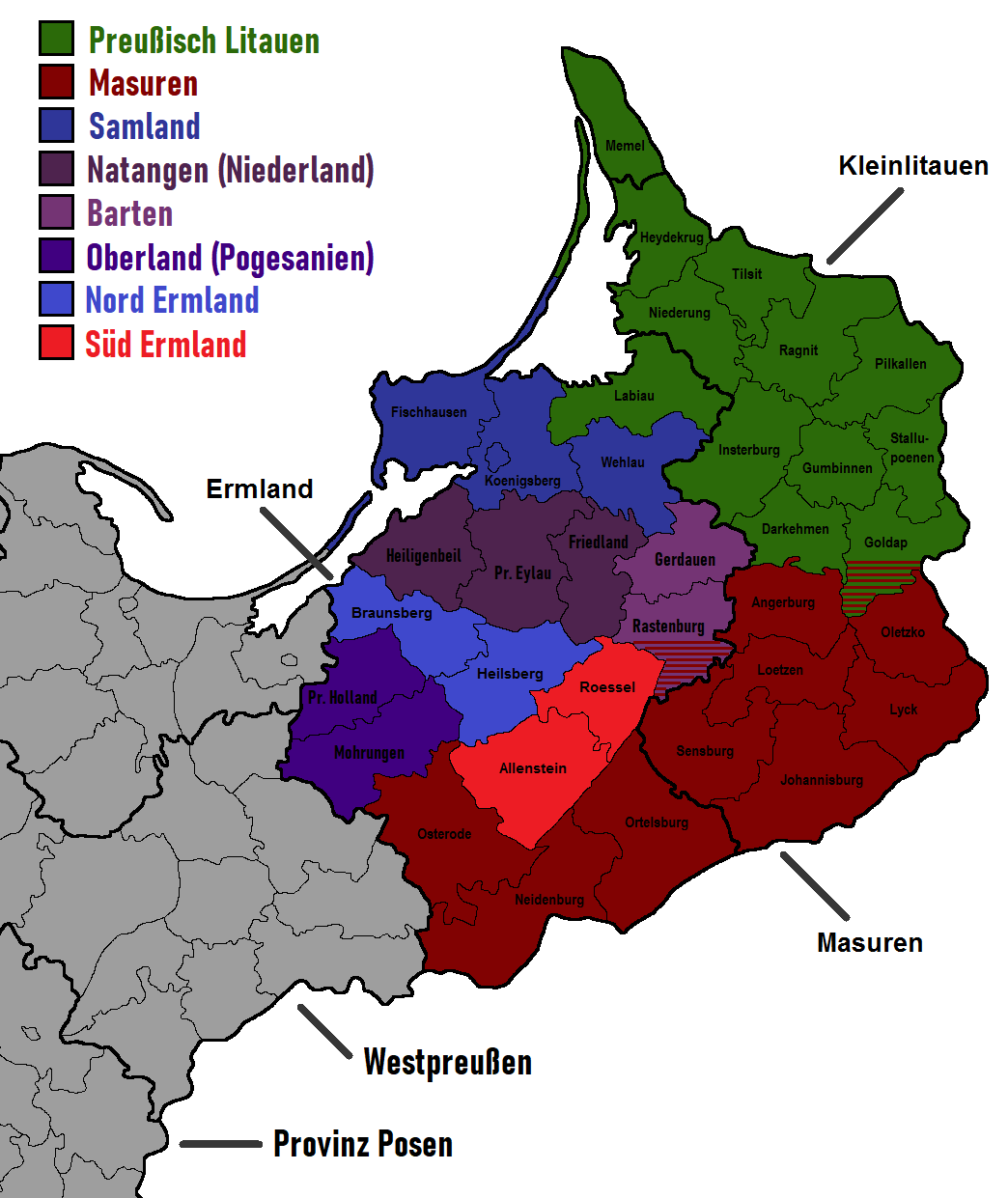
Podział Prus Wschodnich na regiony historyczno-etnograficzne. Mapka współczesna.

W okresie niemieckim stosowano niekiedy wobec całego regionu nazwę Hockerlandia, pomimo iż w ścisłym znaczeniu określało ono terytorium Pogezanii (bez jej północnej części z Elblągiem i Tolkmickiem, wchodzącej w skład ziemi malborskiej, a także ziemi Gudikus wchodzącej w skład księstwa warmińskiego) odpowiadające obszarowi dawnych powiatów: pasłęckiego i morąskiego (bez gmin Zalewo oraz Stary Dzierzgoń). 
Łacińska nazwa krainy Hockerlandia pojawiała się na mapach w odniesieniu do całych Prus Górnych aż do XIX wieku, gdy wyparła ją całkiem nazwa Oberland. Od tej nazwy kronikarz Szymon Grunau w XVI wieku utworzył legendarną postać pruskiego naczelnika Hoggo, syna Wajdewuta, od którego wywodził łacińską nazwę krainy, Hockerlandia. Jednak historyk Adolf Bötticher wykazał, że nazwa Hockerland ("kraina garbata") pochodzi od dawnego niemieckiego słowa hocker, höcker (pagórek, garb, wyniesienie w terenie).
Błędne jest też nazywanie Prus Górnych plemienną nazwą Pogezania, która wyszła z użycia po podboju Prus przez zakon krzyżacki. Pogezania (ścisła Hockerlandia) obejmowała tylko część Prus Górnych. Dużą ich część zajmowała Pomezania i część Sasinii.

#### Powiśle
Właściwe Powiśle (Powiśle Dolne) to powiaty w Prusach leżące po wschodniej stronie Wisły. W czasach niemieckich należały one do prowincji Prusy Zachodnie, a w okresie międzywojennym do regencji zachodniopruskiej. Ich zasięg wyznaczała mniejszość polska. W 1920 roku na Powiślu odbył się plebiscyt mający określić jego przynależność państwową, co upowszechniło tę nazwę na początku XX wieku.    
W czasach powojennych propaganda PRL usiłowała rozciągnąć pojęcie Powiśle na całe Prusy Górne, co miało w zamyśle nadać tym ziemiom polski charakter. Już w 1953 roku pracownicy Instytutu Zachodniego w Poznaniu zdefiniowali na nowo obszar Powiśla jako obszar obejmujący obok dotąd zaliczanych do niego powiatów: elbląskiego, malborskiego, sztumskiego, kwidzyńskiego, suskiego (iławskiego) oraz gmin: Zalewo i Stary Dzierzgoń w powiecie morąskim, również pozostałe gminy powiatu morąskiego oraz powiat pasłęcki.  
Przy opisywaniu tego obszaru wskazywano, że stanowi on trzecią część (po Warmii i Mazurach) tzw. Pomorza Mazowieckiego (powojenny eufemizm oznaczający Prusy). Rajmund Galon zdefiniował wówczas nowe granice regionu: „Wschodnia granica Powiśla przebiega wzdłuż rzeki Pasłęki, następnie wschodnim skrajem Wyżyny Elbląskiej. Południowa granica Powiśla trzyma się granicy politycznej sprzed 1939 r.” Jednocześnie wskazywał, że Powiśle nie posiada cech odrębnego regionu geograficznego i wchodzi w skład kilku krain naturalnych rozciągających się pomiędzy Wisłą a Niemnem, a jedynie skrajne usytuowanie Powiśla w stosunku do pozostałych obszarów „Pomorza Mazowieckiego”, nizin nadwiślańskich i Żuław stanowi o jego wyodrębnieniu.  
Tak pojmowane Powiśle nigdy jednak nie weszło do powszechnego użycia. Używa się go jedynie w powiatach leżących w województwie pomorskim oraz w kontekście plebiscytu z 1920 roku. Zaś na terenach leżących w obecnym województwie warmińsko-mazurskim uważane było za określenie sztuczne i kontrowersyjne.  

#### Mazury Zachodnie
Podobnie jak w przypadku określenia Powiśle, propaganda PRL również próbowała forsować (zwłaszcza w kontekście turystycznym) nową nazwę dla tego regionu, którą miały być Mazury Zachodnie. Ze względu na nowy podział administracyjny Polski z 1950 roku, który spowodował włączenie miast ziemi lubawskiej (Lubawy, Nowego Miasta Lubawskiego i Lidzbarka Welskiego) do granic województwa olsztyńskiego (mocno kojarzonego przez propagandę jako Mazury), nazwę tę zaczęto również rozciągać i na ten obszar. Określenie to nie ma jednak uzasadnienia w uwarunkowaniach etnokulturowych dla tego terenu, ponieważ tylko południowo-wschodnia część Prus Górnych (powiaty: ostródzki w granicach sprzed 1975, nidzicki oraz szczycieński) jest zaliczana do regionu etnograficznego Mazur, natomiast ziemia lubawska nigdy nie stanowiła części tego regionu.

## Historia

Okręg górnopruski na mapie Królestwa Prus z roku 1758 – oznaczony kolorem różowym. Na mapie odróżniono właściwą Hockerlandię od okręgu górnopruskiego (Circulus Hockerlandiae).

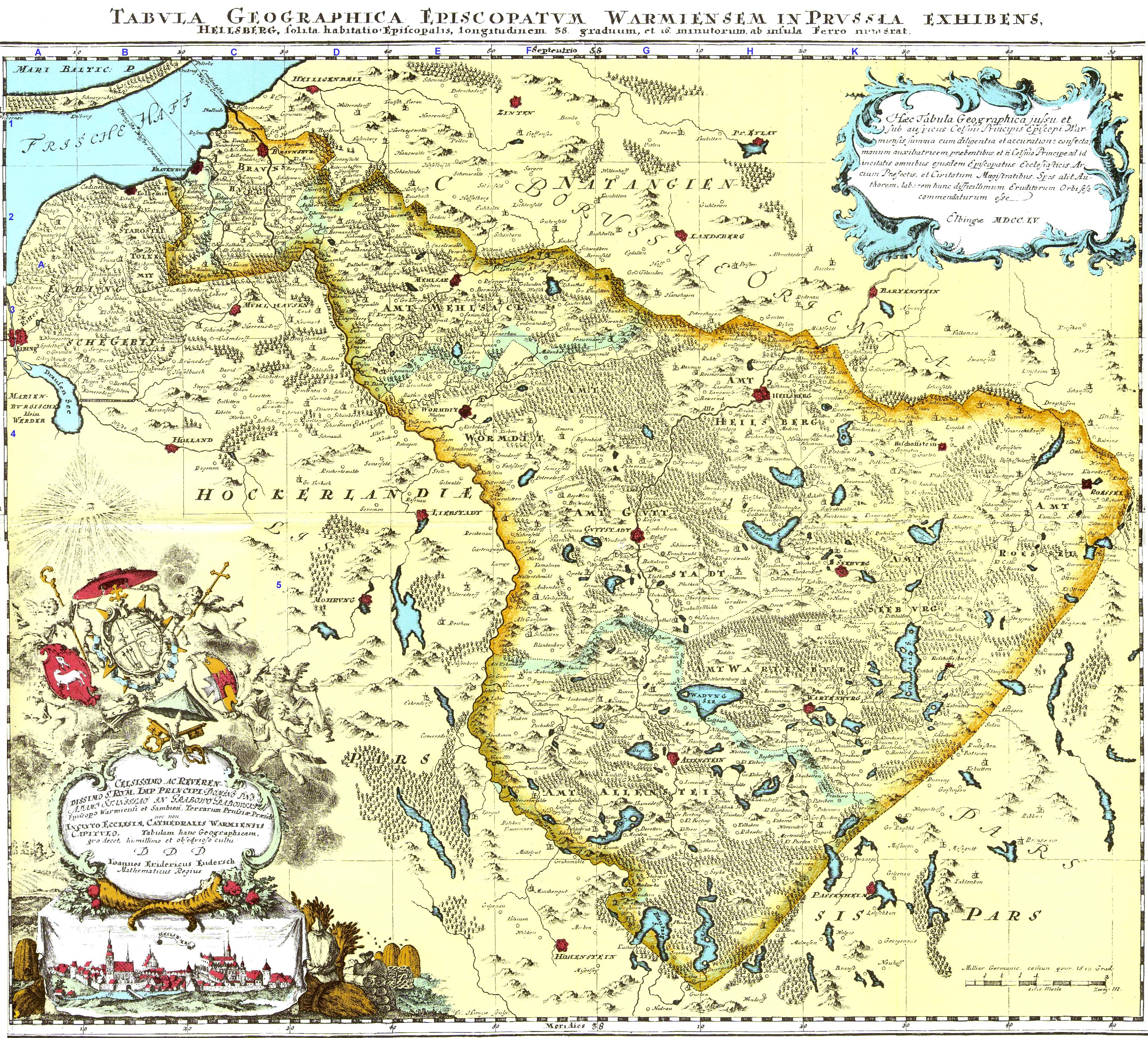
Prusy Górne na zachód od Warmii opisane jako Hockerlandia, Mapa Świętej Warmii z 1755 roku.

W XIII wieku zachodnia część Prus zasiedlona była przez pruskie plemiona Pomezanów, Pogezanów i Sasinów (dokładny ich zasięg znany jest w przybliżeniu). Jednak wcześniej na południe od rzeki Dzierzgoń region zamieszkiwała ludność słowiańska, zaliczana do ludów lechickich (polskich). Najazdy pruskie w XII i na początku XIII wieku spustoszyły Pomezanię i Sasinię i wyparły stamtąd ludność słowiańską. 
Prusy Górne były pierwszym regionem zdobytym podczas podboju Prus w latach 1230 do 1249 przez Zakon krzyżacki wspierany przez rycerzy cesarza Fryderyka II oraz książąt polskich.
Decydujące starcie miało miejsce w grudniu 1234 roku w bitwie nad Dzierzgonią, gdzie Prusowie zostali rozbici przez dużą wyprawę polsko-krzyżacką pod wodzą księcia Konrada mazowieckiego z udziałem jego syna Kazimierza kujawskiego, księcia śląskiego Henryka Brodatego i jego syna Henryka Pobożnego, wielkopolskiego Władysława Odonica, pomorskiego Świętopełka i jego brata Sambora oraz krzyżackiego wielkiego mistrza krajowego Hermanna von Balka. Według kronikarza krzyżackiego Piotra z Dusburga w bitwie zginęło ponad 5000 Prusów.
Przyłączenie Prus Górnych do państwa krzyżackiego przypieczętował zawarty z inicjatywy legata papieskiego Jakuba z Leodium prusko-krzyżacki układ w Dzierzgoniu w 1249 roku. Traktat kończył I powstanie pruskie (1242-1249) oraz zapewniał nawróconym Prusom równe prawa z kolonizatorami i dostęp do stanu duchownego i rycerskiego. Odtąd rozpoczęło się na ziemiach między dolną Wisłą a Pasłęką osadnictwo z Niemiec, Śląska i Mazowsza.
Zajęte ziemie pruskie na mocy postanowień papieskich podzielono między Zakon a świecką władzę kościelną. I tak Prusy Górne oraz Prusy Dolne podlegały bezpośrednio władzom Zakonu, a położona pomiędzy nimi Warmia stała się wydzieloną w obrębie państwa zakonnego domeną biskupów warmińskich. Komturie górnopruskie (malborska, elbląska, dzierzgońska i ostródzka) podlegały bezpośrednio wielkiemu mistrzowi w Malborku, a komturie dolnopruskie nadzorował wielki marszałek, który rezydował w Królewcu. Do Prus Górnych zaliczano także obszar Wielkiej Puszczy w okolicach Szczytna, który podlegał komturii elbląskiej.
Po wojnie trzynastoletniej w roku 1466 i wydzieleniu ziemi malborskiej oraz przyłączeniu jej wraz z Warmią oraz odbitym Pomorzem Gdańskim i ziemią chełmińską, michałowską oraz lubawską do Polski, ostatecznie ukształtowane zostały też granice Prus Górnych jako okręgu pozostającego częścią Prus Zakonnych i będącego niemal w całości otoczonym przez ziemie Prus Królewskich należących do Polski. Prusy Górne jako część Prus Zakonnych i Książęcych były lennem Korony Królestwa Polskiego od 1466 aż do roku 1657. W roku 1701 powstało Królestwo Prus.  
Okręg górnopruski (Oberländische Kreis, circulus Hockerlandiae) istniał w latach 1525–1752. W 1818 nastąpił nowy podział administracyjny na mniejsze powiaty (niem. Landkreis), przy czym powiaty leżące na Powiślu (kwidzyński i suski) były częścią prowincji Prusy Zachodnie, natomiast powiaty położone w Hockerlandii (morąski i pasłęcki) i na Mazurach (ostródzki, nidzicki i szczycieński) zaliczały się do Prus Wschodnich. 
W XIX wieku Prusy Górne weszły wraz z całym Królestwem Prus w skład zjednoczonych Niemiec. W roku 1920 r. odbył się plebiscyt, który objął m.in. fragmenty Prus Górnych: zachodni (Powiśle) oraz południo-wschodni (Mazury). Zakończył się zwycięstwem strony niemieckiej.
Od roku 1945 Prusy Górne w całości wchodzą w skład Polski. Tereny Prus Górnych zostały zasiedlone przez osadników pochodzących z różnych rejonów Polski, przede wszystkim z Mazowsza i dawnych Kresów. W latach 1945–1950 Komisja Nazw Miejscowości i Obiektów Fizjograficznych ponownie nazwała niektóre miejscowości i obiekty fizjograficzne (rzeki, jeziora) na terenie Prus, aby przywrócić – albo często nadać nową – polską, nazwę. Istniejące wcześniej w polskim piśmiennictwie lub lokalnej mowie nazwy, przemianowano na nowe, wcześniej nie używane, np.:
- Pruski Holąd – Pasłęk
- Zełwałd – Zalewo

W początkach XXI wieku regionaliści zaczęli wracać do historycznej nazwy regionu Prus Górnych. Pojawiły się publikacje i wystawy nawiązujące do historii regionu. W 2024 regionalnemu oddziałowi Muzeum Warmii i Mazur w Morągu nadano nazwę Muzeum Prus Górnych.

## Miasta
| Lp. | Miasto    | Populacja (2024) | Powierzchnia | Województwo         | Region etnograficzny |
| --- | --------- | ---------------- | ------------ | ------------------- | -------------------- |
| 1.  | Kwidzyn   | 36 731           | 21,54 km²    | pomorskie           | Powiśle              |
| 2.  | Iława     | 32 106           | 21,88 km²    | warmińsko-mazurskie | Powiśle              |
| 3.  | Ostróda   | 31 336           | 14,15 km²    | warmińsko-mazurskie | Mazury               |
| 4.  | Szczytno  | 21 878           | 9,97 km²     | warmińsko-mazurskie | Mazury               |
| 5.  | Działdowo | 20 125           | 11,47 km²    | warmińsko-mazurskie | Mazury               |
| 6.  | Morąg     | 12 757           | 6,11 km²     | warmińsko-mazurskie | –                    |
| 7.  | Nidzica   | 12 629           | 6,86 km²     | warmińsko-mazurskie | Mazury               |
| 8.  | Prabuty   | 12 192           | 7,29 km²     | pomorskie           | Powiśle              |
| 9.  | Pasłęk    | 11 728           | 11,41 km²    | warmińsko-mazurskie | –                    |
| 10. | Olsztynek | 7165             | 7,69 km²     | warmińsko-mazurskie | Mazury               |
| 11. | Susz      | 5245             | 6,67 km²     | warmińsko-mazurskie | Powiśle              |
| 12. | Wielbark  | 2979             | 18,3 km²     | warmińsko-mazurskie | Mazury               |
| 13. | Miłomłyn  | 2410             | 12,38 km²    | warmińsko-mazurskie | Mazury               |
| 14. | Miłakowo  | 2399             | 8,76 km²     | warmińsko-mazurskie | –                    |
| 15. | Pasym     | 2390             | 15,18 km²    | warmińsko-mazurskie | Mazury               |
| 16. | Zalewo    | 2026             | 8,22 km²     | warmińsko-mazurskie | Powiśle              |
| 17. | Kisielice | 2005             | 3,37 km²     | warmińsko-mazurskie | Powiśle              |
| 18. | Młynary   | 1681             | 2,76 km²     | warmińsko-mazurskie | –                    |

### Miasta zdegradowane
Do dawnych miast Prus Górnych należą:
| Lp. | Dawne miasto | Populacja (2021) | Prawa miejskie | Degradacja | Województwo         | Region etnograficzny |
| --- | ------------ | ---------------- | -------------- | ---------- | ------------------- | -------------------- |
| 1.  | Gardeja      | 2323             | 1334 r.        | 1945 r.    | pomorskie           | Powiśle              |
| 2.  | Biskupiec    | 1727             | 1331 r.        | 1946 r.    | warmińsko-mazurskie | Powiśle              |
| 3.  | Dąbrówno     | 952              | 1325 r.        | 1945 r.    | warmińsko-mazurskie | Mazury               |

## Kultura
- Od niemieckiej nazwy Prus Górnych wziął swoją dawną nazwę Kanał Elbląski (niem. Oberländischer Kanal, Elbing-Oberländischer, do 1945 pol. Kanał Oberlandzki, Elblągsko-Oberlandski)[69][70][71].

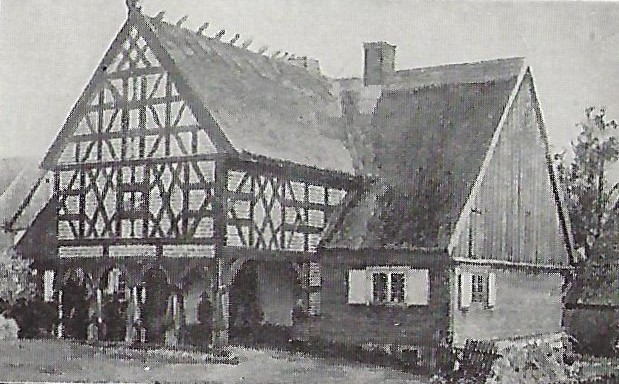
Charakterystyczny dla architektury Prus Górnych dom podcieniowy. Wieś Kalnik, gmina Morąg, rok 1927.

- Znaną badaczką folkloru i pradziejów Prus Górnych była Elisabeth Lemke (1849–1925), wychowana w majątku Rąbity koło Zalewa. Jej główną pracą było trzytomowe dzieło etnograficzne Volkstümliches in Ostpreußen (1884–1899), w którym umieściła podania (117), bajki (67), wierzenia, obrzędy oraz pieśni z Prus Górnych[72].
- W 1898 roku w Pasłęku powstało Górnopruskie Towarzystwo Historyczne (Oberländischer Geschichtsverein), którego honorowym przewodniczącym został książę Alexander zu Dohna ze Słobit[73].

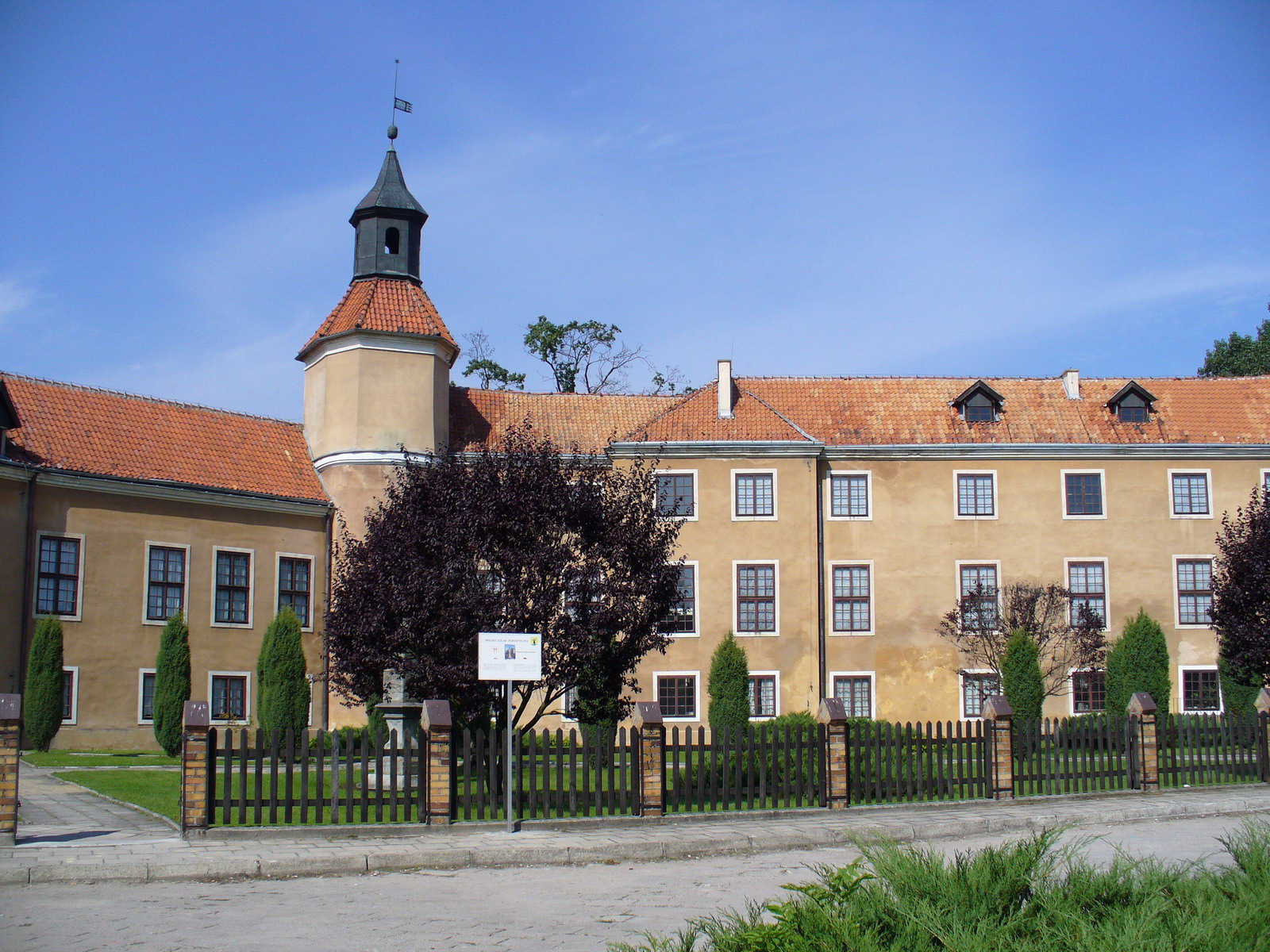
Pałac Dohnów w Morągu, siedziba Muzeum Prus Górnych

- W 2024 roku regionalnemu oddziałowi Muzeum Warmii i Mazur w Morągu (dawniej im. Johanna Gottfrieda Herdera) nadano nazwę Muzeum Prus Górnych. Wiąże się to z zadaniem placówki, która prezentuje eksponaty związane geograficznie i historycznie z tą krainą. W uzasadnieniu decyzji wskazano, że Muzeum Warmii i Mazur zajmuje się przybliżaniem historii całego regionu. Realizuje to poprzez swoje oddziały. Historię Warmii przybliżają oddziały w Lidzbarku Warmińskim i w Olsztynie, a historię Mazur prezentuje oddział w Szczytnie. Trzecia kraina regionu, Prusy Górne, będzie prezentowana w Morągu[68].